# Naissance en 955
Naissance
- 951
- 952
- 953
- 954
- 955
- 956
- 957
- 958
- 959

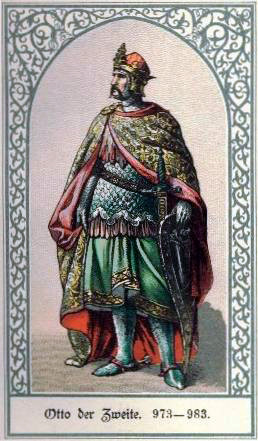
Otton II du Saint-Empire, né en 955.

Cette page dresse une liste de personnalités nées au cours de l'année 955 :
- 10 mai : Abu Mansur Nizar al-Aziz Billah,  5e calife fatimide et Imam.
- 9 novembre : Gyeongjong, 5e roi de Goryeo.

- Adalbert de Prague, évêque de Prague, mort en martyr.
- Arduin, marquis d’Ivrée, usurpateur du trône d'Italie.
- Luitgarde de Luxembourg, noble, fille de Sigefroid de Luxembourg et de Hedwige.
- Otton II du Saint-Empire, roi de Francie orientale (Germanie), empereur du Saint Empire.

date incertaine (vers 955)
- Théophano Skleraina, princesse byzantine de la dynastie arménienne dite macédonienne.

## Crédit d'auteurs
- Cet article est partiellement ou en totalité issu de l'article intitulé « 955 » (voir la liste des auteurs).